# Bolboleaus mimus
Bolboleaus mimus är en skalbaggsart som beskrevs av Henry Fuller Howden 1985. Bolboleaus mimus ingår i släktet Bolboleaus och familjen Bolboceratidae. Inga underarter finns listade.